# Henry Tillman
Henry Durand Tillman, född 1 augusti 1960, är en amerikansk före detta boxare som i uttagningarna till OS i Los Angeles 1984 besegrade den framtida proffsvärldsmästaren Mike Tyson två gånger för att sedan gå hela vägen och vinna guldet i OS. Tillman har ända sedan tonåren haft problem med att hålla sig på rätt sida av lagen och har flera gånger dömts till fängelse; år 2001 för dråp och försök till mord.

## Boxningsakarriär
Tillman vann OS-guldet i tungvikt 1984 genom att slå Willie DeWitt från Kanada i finalen. Som många andra framgångsrika amatörer hade han det sedan mycket tuffare som proffs. Han tog sig dock ända vägen fram till en match om VM-titeln i Cruiservikt. Där blev Evander Holyfield för svår som slog ner Tillman fyra gånger innan han vann på knockout i 7:e ronden. 
I ett revanschmöte med Mike Tyson 1990 förlorade Tillman på knockout i 1:a ronden. Förutom titelmatchen i cruiservikt och mötet med Tyson fick Tillman aldrig gå några större matcher. Han lade handskarna på hyllan 1992.

## Utanför ringen
År 2001 dömdes Tillman till fängelse i sex år för dråp och försök till mord. Han avtjänade då redan ett straff på 32 månader för kredikorts-förfalskning och hade suttit i fängelse sedan 1996. I och med att han redan suttit av en stor del av tiden behövde han nu endast sitta av ännu ett år.
I juli 2004 hamnade Tillman åter bakom lås och bom. Han erkände sig skyldig till identitetsstöld och dömdes till 37 månaders fängelse.

### Webbsidor
- Proffsboxningsmeriter för Henry Tillman från Boxrec